# Labidolemur
Labidolemur es un género de mamíferos extinto del Paleoceno y Eoceno de América del Norte. El análisis de los elementos fósiles encontrados hace pensar que se trataba de herbívoros arbóreos. Por otra parte, una hipótesis señala que la forma de obtener alimento de L. kayi pudo haber sido similar a la de un pájaro carpintero, encontrando larvas de insectos mediante la percusión de los troncos. El mismo estudio sitúa a la familia Apathemyidae como un grupo basal dentro de los Euarchontoglires.
Consta de las siguientes especies:
Labidolemur kayi

Labidolemur major

Labidolemur serus

Labidolemur soricoides